# Know-how
Know-how (z ang. „wiedzieć jak”) – oznacza pakiet nieopatentowanych informacji praktycznych, wynikających z doświadczenia i przeprowadzonych testów, o niejawnym, istotnym i określonym charakterze.

## Definicje prawne
Definicja przyjęta przez Międzynarodową Izbę Handlową w Paryżu jako know-how określa całokształt wiadomości, czyli fachowej wiedzy oraz doświadczeń w zakresie technologii i procesu produkcyjnego dla określonego wyrobu.
W prawie Unii Europejskiej definicja know-how zawarta jest w Rozporządzeniu Komisji (UE) Nr 316/2014 z dnia 21 marca 2014 r. w sprawie stosowania art. 101 ust. 3 Traktatu o funkcjonowaniu Unii Europejskiej do kategorii porozumień o transferze technologii. Stanowi ona, że know-how oznacza pakiet informacji praktycznych, wynikających z doświadczenia i badań, które są:
- niejawne, czyli nie są powszechnie znane lub łatwo dostępne;
- istotne, czyli ważne i użyteczne z punktu widzenia wytwarzania produktów objętych umową; oraz
- zidentyfikowane, czyli opisane w wystarczająco zrozumiały sposób, aby można było sprawdzić, czy spełniają kryteria niejawności i istotności[2].

### Know-howw prawie polskim
Umowa know-how upoważnia do korzystania z określonych praw podmiotowych. Jedna ze stron (przekazujący, dostawca, udzielający) zobowiązuje się do przekazania drugiej (zamawiającemu, odbiorcy) wiedzy technicznej lub organizacyjnej o charakterze poufnym lub tajnym, bezpośrednio użytecznej w działalności gospodarczej w zakresie określonym w umowie.
Cechy charakterystyczne:
- przedmiotem umowy jest obrót wiedzą techniczną o poufnym charakterze,
- dotyczy jedynie dóbr niematerialnych,
- nie przenosi praw majątkowych,
- w prawie polskim jest to umowa nienazwana – możliwość jej zawarcia wynika z zasady swobody umów (art. 3531 kodeksu cywilnego),
- jest umową odpłatną, wzajemną, dwustronnie zobowiązującą.

Dobrami chronionymi umową know-how mogą być np.:
- nieopatentowane wynalazki,
- niezarejestrowane wzory użytkowe,
- informacje techniczne dot. stosowania patentów lub wzorów użytkowych,
- doświadczenie administracyjne i organizacyjne związane z własnością przemysłową.

W związku z tym umowa ta może stanowić uzupełnienie ochrony przewidzianej prawem na dobrach niematerialnych (własność przemysłowa: patenty, wzory użytkowe, także takie, które nie posiadają zdolności patentowej).

## Prawa i obowiązki stron
Udzielający know-how ma obowiązek:
- udostępnić wiadomości będące przedmiotem umowy,
- umożliwić korzystanie z przedmiotu umowy (dostarczenie odpowiedniej dokumentacji technicznej, przeszkolenie specjalistów kontrahenta, montaż urządzeń itp.).

Odbiorca know-how ma obowiązek:
- utrzymać wiadomości w tajemnicy,
- wypłacić wynagrodzenie za korzystanie z przedmiotu umowy,
- może zostać też nałożony obowiązek udzielenia gwarancji, zabezpieczenia lub zapewnień co do wartości i efektów ekonomicznych know-how.